# スルクフ (潜水艦)
| 1935年に撮影されたスルクフ | |
| 艦歴                       | |
| 発注                       | シェルブール造船所 |
| 起工                       | 1927年12月 |
| 進水                       | 1929年11月18日 |
| 竣工                       | 1934年5月9日 1940年9月より自由フランス海軍所属。 |
| 沈没                       | 1942年2月18日 |
| 除籍                       | 1943年12月6日 |
| 性能諸元                   | |
| 排水量                     | 基準：2,880トン（水上） 満載：3,250トン（水上）、 4,304トン（水中） |
| 全長                       | 110メートル |
| 全幅                       | 9.0メートル |
| 吃水                       | 7.25メートル |
| 機関                       | ズルツァー式ディーゼル機関（浮上航行用） +電動モーター（水中用） 2基2軸推進 |
| 最大出力                   | 7,600馬力（ディーゼル） 3,400馬力（電気モーター） |
| 最大速力                   | 水上：18.5ノット 水中：10ノット |
| 航続距離                   | 水上： 10ノット/10,000海里 13.5ノット/6,800海里 水中： 4.5ノット/70海里 5ノット/60海里 |
| 燃料                       | 重油：306トン |
| 実用深度                   | 80メートル |
| 乗員                       | 8+110名 |
| 兵装                       | 55cm魚雷発射管8門（艦首固定式単装発射管 4基4門+艦尾旋回型4連装発射管 1基4門） 40cm旋回型4連装魚雷発射管 1基4門 20.3cm（50口径）連装砲 1基2門 オチキス 37mm（50口径）単装機関砲 2基2門 オチキス 13.2mm（76口径）連装機銃 2基4門 （1942年にマキシム 12.7mm（62口径）連装機銃 2基に換装） |
| 航空兵装                   | MB411水上機 1機 |

スルクフ（Croiseur sous-marin Surcouf：巡洋潜水艦 スルクフ）は、フランス海軍が建造した大型潜水艦である。
艦名はフランスの私掠船船長ロベール・スルクフに由来する。

## 概要
スルクフは1926年度海軍計画により主に長期の通商破壊を任務とする艦として1隻のみ建造が開始され、1934年に竣工した。
本潜水艦の特徴は8インチ（20.3cm）砲を2門搭載したことである。1921年にワシントン海軍軍縮条約が定められた際の制限として、この砲は潜水艦が搭載できる対水上兵装の最大口径だった。3300トンの基準排水量は、日本海軍の伊四百型潜水艦が登場するまでは世界最大であり、90日の作戦行動が可能だった。

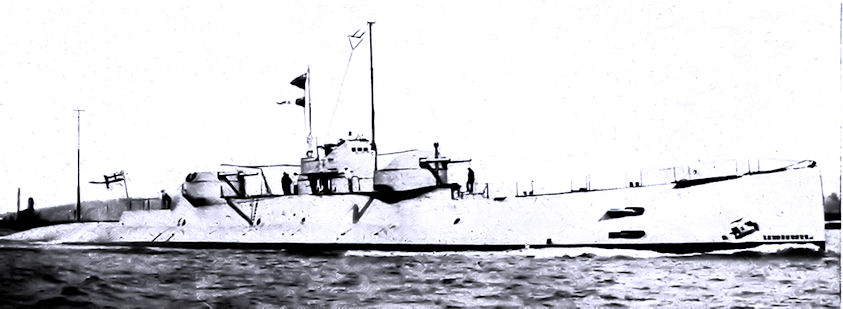
イギリス海軍潜水艦X1

イギリス海軍にも本艦と同じコンセプトで建造された、13.2cm連装砲2基4門を持つ「X1」が存在する。

## 艦形

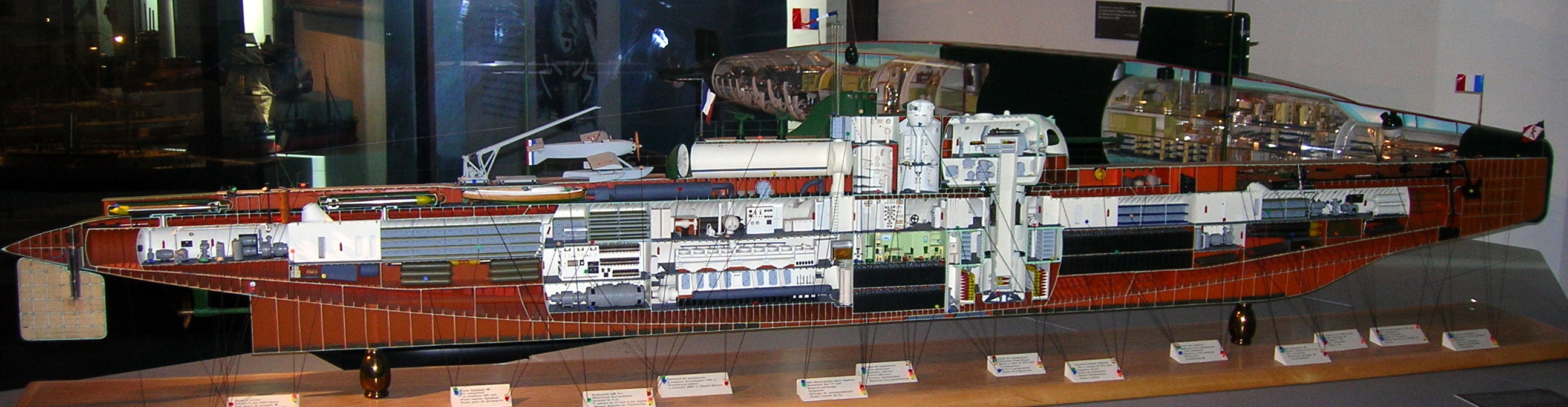
本艦の断面模型。バーベットがあり、弾薬エレベーターを内蔵する旋回軸が艦底部まである等、戦艦の砲塔と同様の構造であることがわかる。

本艦の一番の特徴は船体上の大きなセイル（司令塔）で、幅が9mに達しており、この前部に埋め込むように20.3cm連装砲塔を1基装備した。射撃指揮所を兼ねたセイル上部には、水密加工された4m旋回式測距儀が搭載されていた。
司令塔の後部には水上機1基を格納する水密式の格納庫が設けられた。また格納型のクレーン1基が内蔵され、その中には索敵任務を遂行し、さらに商船を爆撃可能な水上戦闘機1機が搭載されていた。この水上機はあまり活用されず、開戦時には機体は降ろされ、格納庫は倉庫として使用された。水上機格納庫上部には対空機銃が装備された。
甲板内には、拿捕した船の乗務員を運ぶ動力付きのカッターを搭載、捕虜を得た時に備え、艦内に約40名を収容可能なスペースを備えていた。

## 武装
主砲には、重量134kgの砲弾を最大仰角30度で28,000mまで届かせることができる「Model 1924 20.3cm（50口径）砲」を「Model 1929」連装砲塔に収めた。動力は電動、俯仰能力は仰角30度・俯角5度で、船体首尾線方向を0度として左右135度の旋回が可能である。搭載砲弾は600発、発射速度は毎分3発である。
しかし、当艦の主砲は実戦では使用されなかった。推測では実用性が低かったと考えられている。

その理由は、主砲は浮上後に砲口に填められた栓を外したり、防水装備を解除するなど、砲撃準備をしなければ使用できず、発射可能になるまで浮上から最速でも2分30秒を要するため、浮上し戦闘準備を終えるまで標的は待ってくれず、場合によっては体当たりなどの思わぬ「逆襲」を受けかねないこと、浮上によって潜水艦の長所である秘匿性が失われ、攻撃時は潜水艦自身が危険に晒され続けること、大きな攻撃力を持つ巨砲も小さな船体では動揺が激しく、命中させるのが著しく困難であるにもかかわらず、逆に潜水艦自身は防御力が皆無で機銃弾程度の被弾でも潜行不能に陥ることなどである。

ただし、第二次大戦後期までは潜水艦の浮上砲撃は十分有効であり、通商破壊戦では魚雷の節約のため、雷撃後可能であれば浮上し砲撃でとどめを刺した。8～15cmほどの搭載砲を使用した際には、数十～百発以上の砲撃が撃沈まで必要であった。
主砲の他、従来型の潜水艦と同じく対艦攻撃用に魚雷も装備しており、艦首に55cm魚雷発射管を片舷2門ずつ、計4門を、対水上艦や商船攻撃用として後部甲板内部に四連装発射管を1基装備し、予備魚雷は16本である。さらに商船攻撃用に40cm魚雷用の旋回式四連装魚雷発射管を1基装備しており、予備魚雷8本を搭載していた。

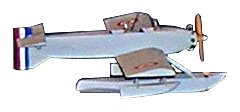
本艦に搭載された水上機ベソンMB411の模型

搭載機はマルセル・ベソンMB411型低翼単葉複座水上機で、フロートを2つ装備し、分解して格納することが可能だった。
近接火器と対空火器としてオチキス社製の「1925年型 3.7cm（50口径）機関砲」を単装砲架で2基配置していた。他に「オチキス M1929 13.2mm（76口径）機関銃」を連装砲架で2基搭載した。このうち、就役後の1942年に13.2mm機銃は全て撤去し、「マキシム 12.7mm（62口径）機関銃」の連装砲架2基に換装している。

## 艦歴
竣工後、本艦は大西洋に面したブレストを母港とする第二水雷戦隊に所属し、モロッコ・ダカール・仏領ギアナに達するアフリカ大陸の仏植民地を周遊する試験航海と完熟訓練を行った｡
第二次世界大戦において本艦は西インド諸島マルティニークにあり、その行動能力を活かしてジャマイカからフランス本国を経由してイギリスに向かう輸送船団の護衛活動を開始した。フランス休戦後は1940年7月にイギリスで武装解除を受けたが、同年9月15日から自由フランスに所属した。
自由フランス海軍所属後も引き続き船団護衛に用いられたが、1942年2月18日22時30分、カリブ海クリストバル北北東70海里で消息不明となる。最も信憑性の高い沈没原因としては、当時同海域を航行中の米商船「トムソン・ライクス（Thomson Lykes）」との衝突であると考えられている。艦長ブレゾン中佐以下130名は帰らぬ人となった。
沈没地点は北緯10度40分、東経79度32分である。

1932年の状態
1940年の状態

## 参考図書
- 「世界の艦船 増刊第17集　第2次大戦のフランス軍艦」（海人社）
- 「Conway All The World's Fightingships 1922-1946」（Conway）